# Zimske muhe
Zimske muhe (češko Všechno bude) je češko-slovaško-poljsko-slovenski dramski cestni film iz leta 2018, ki ga je režiral Olmo Omerzu po scenariju Petra Pýche. V glavnih vlogah nastopajo Tomáš Mrvík, Jan František Uher, Eliška Křenková, Lenka Vlasáková in Martin Pechlát. Zgodba prikazuje zgodbo dveh fantov, Máre (Mrvík) in Heduša (Uher). Heduš zbeži od doma in z Márinem avtomobilom se odpeljeta po podeželju, pobereta tudi štoparko Báro (Křenková).
Film je bil premierno prikazan 1. julija 2018 na Mednarodnem filmskem festivalu v Karlovih Varih, kjer je Omerzu osvojil nagrado za najboljšo režijo. Kot češki kandidat je bil izbran za oskarja za najboljši mednarodni celovečerni film na 91. podelitvi, toda ni prišel v ožji izbor. Osvojil je šest čeških levov, tudi za najboljši film, in vesno za najboljšo manjšinsko koprodukcijo na Festivalu slovenskega filma 2018.

## Vloge
- Tomáš Mrvík kot Mára
- Jan František Uher kot Heduš
- Eliška Křenková kot Bára
- Lenka Vlasáková kot policistka
- Martin Pechlát kot policist